# Rikuo Ueda
Rikuo Ueda (jap. ウエダ　リクオ, Ueda Rikuo; * 1950 in der Präfektur Osaka, Japan) ist ein japanischer, zeitgenössischer Künstler, der weltweit Zeichnungen mithilfe des Winds herstellt. Seine Arbeiten werden entsprechend als Windzeichnungen bezeichnet. Die erste Arbeit dieser Art entstand 1997 in Dänemark.

## Werk
Am Anfang jeder Windzeichnung steht die Konzeption und Umsetzung einer aus vorwiegend natürlichen Materialien wie Ästen, Steinen und Schnur gebauten Vorrichtung. An einen leicht beweglichen Teil dieser Konstruktion bringt Ueda ein oder mehrere Schreibgeräte wie Kugelschreiber oder Wachsstifte, vereinzelt auch in Tinte getauchte Watte oder Zweige samt reifer Beeren an. Geschöpftes Papier unterschiedlichen Formats dient in der Regel als Zeichenfläche. Der Künstler schafft mithilfe dieser Vorrichtungen die Rahmenbedingungen für die Entstehung seiner Arbeiten; den eigentlichen physischen Akt des Zeichnens übernimmt anschließend allerdings stets der Wind. Die Dauer des Zeichenprozesses ist dabei nicht vorher begrenzt. Die Spuren, die der Wind mithilfe der Schreibgeräte auf der Zeichenfläche hinterlässt, geben seinem einzigartigen Charakter Ausdruck. Die zeichnerischen Ergebnisse sind unvorhersehbar und variieren je nach gewähltem Standort und Jahreszeit.

## Ausstellungen (Auswahl)
- 2018 „Letter“, Kunst-Station Sankt Peter Köln
- 2017 „Nach der Natur“, Museum Sinclair-Haus, Bad Homburg v.d. Höhe, Deutschland
  - „Der Baum als Kunstwerk“, WÄLDERHAUS, Hamburg, Deutschland
- 2015 „DISEGNO - Zeichenkunst für das 21. Jahrhundert“, Staatliche Kunstsammlungen Dresden, Kupferstich-Kabinett, Dresden, Deutschland
- 2014 „Art Fair Osaka 2014“, Mariella Mosler & Rikuo Ueda, HOTEL GRANVIA OSAKA, Osaka, Japan
- 2013 „UKU Shima Art Festival“, Nagashiki, Japan
  - „Ponbetsu Art Project“, Ponbetsu, Hokkaido, Japan
- 2012 „The Fourth Guangzhou Triennial“, Guangdong Museum of Art, China
  - „WWAT World Wide Art Transport“, Delden Hol landt, Niederlande
- 2011 „Wind-Still Visualizing the Immaterial“ (Steen Rasmussen and Rikuo Ueda), Kunsthal Nord, Dänemark
  - „Guandu International Outdoor Sculpture Festival“, Guandu Nature Park, Taipei, Taiwan
- 2010: Galerie Mikiko Sato, Hamburg[1]
- 2007: WIND / Steen Rasmussen + Rikuo Ueda, Tikotin Museum, Haifa, Israel
  - Yamada House, Art Base Null, Osaka, Japan
- 2006: Installation, Das Windhaus im Ernst-Barlach-Haus im Jenischpark, Hamburg, Deutschland[2]
- 2003: LAGA2003, Gronau, Deutschland - Losser, Niederlande
  - Installation, St.-Nikolai-Kirche Hamburg, Deutschland[3]
  - WIND DRAWING, MSG Hamburg, Deutschland
  - Installation, Architektur Sommer 2003, Hamburg, Deutschland
  - BLAESTEN GAAR FRISK, Gimsinghoved Kunst, Dänemark
  - WIND, Aarhus Kunstbygning, Dänemark
  - Wind Drawing, Gallery OU, Osaka, Japan
- 2002: Artist-in-residence in Hamburg, Deutschland
  - Solo-Ausstellung, Mikiko Sato Gallery Hamburg, Deutschland
  - Solo-Ausstellung, Perron 1 in Delden, Niederlande
  - Wind, IKON in Birmingham, Vereinigtes Königreich
  - Guest Artist, Depauw University in Indiana, USA
  - Artist-in-Residence, Wabash College in Indiana, USA
  - Artist-in-Residence, College of Charleston in South Carolina, USA
- 2001: WIND, Remissen Brande, Dänemark, Dublin, Irland, Elba, Italien
  - Solo-Ausstellung, Cultural Center, Japanische Botschaft, Dänemark
  - Drawing Workshop, Invetro Gallery in Hannover, Deutschland
  - Osaka Triennale 2001, Awarded Prize, Kaigan Dori Gallery in Osaka, Japan
- 2000: Solo-Ausstellung, Aarhus KunstForing, Aarhus, Dänemark
  - Exhibition 2000 for Kids, Hiroshima City of Contemporary Art Hiroshima, Japan
  - Solo-Ausstellung, John Waldron Arts Center, USA
  - Univercity 2000, Ball State University, Mancy, Indiana, USA
  - Guest Artist, Indiana University, Bloomington, Indiana, USA
- 1994: Festival of Wind, Omiya Shrine Kyōto, Japan
- 1987: Performance Air Wing, Tennoji Expotision Osaka, Japan
- 1973–1976: Afrika, Europa, Naher Osten, Asien

## Preise
- 2015: Hans Platschek Preis für Kunst und Schrift der Hans Platschek Stiftung
- 2001 Osaka Triennale Prize of the Goethe Institut Kansai and Free and Hanseatic City of Hamburg
- 1996 Contemporary Art Exhibition of Japan, Tokyo Metropolitan Museum, Tokyo, Japan
- 1988 Emba Art Concours Award Prize, Hyogo, Japan
- 1984 International Art Exhibition of Japan, Awarded Prize, Tokyo Metropolitan Museum, Tokyo, Japan
- 2023 Hans Theo Richter-Preis der Sächsischen Akademie der Künste

## Öffentliche Sammlungen
- Staatliche Graphische Sammlung München, Deutschland
- Staatliche Kunstsammlungen Dresden - Kupferstich-Kabinett, Dresden, Deutschland
- Hans Platschek Stiftung, Hamburg, Deutschland
- Contemporary Art Collection of Osaka Prefectural Government, Japan
- State College Wabash, Indiana, USA
- State College Charleston, South Carolina, USA